# Cazenus subitus
Cazenus subitus är en insektsart som beskrevs av Beamer 1937. Cazenus subitus ingår i släktet Cazenus och familjen dvärgstritar. Inga underarter finns listade i Catalogue of Life.